# Ключарьово (Чишминський район)
Ключарьо́во (рос. Ключарёво, башк. Ключарев) — присілок (в минулому селище) у складі Чишминського району Башкортостану, Росія. Входить до складу Алкінської сільської ради.
Населення — 70 осіб (2010; 101 в 2002).
Національний склад:
- росіяни — 67 %

Стара назва — селище Роз'їзда Ключарьово.